# Sophora davidii
Sophora davidii är en ärtväxtart som först beskrevs av Adrien René Franchet, och fick sitt nu gällande namn av Pavol.. Sophora davidii ingår i släktet soforor, och familjen ärtväxter.

## Underarter
Arten delas in i följande underarter:
- S. d. chuansiensis
- S. d. davidii
- S. d. liangshanensis

## Bildgalleri

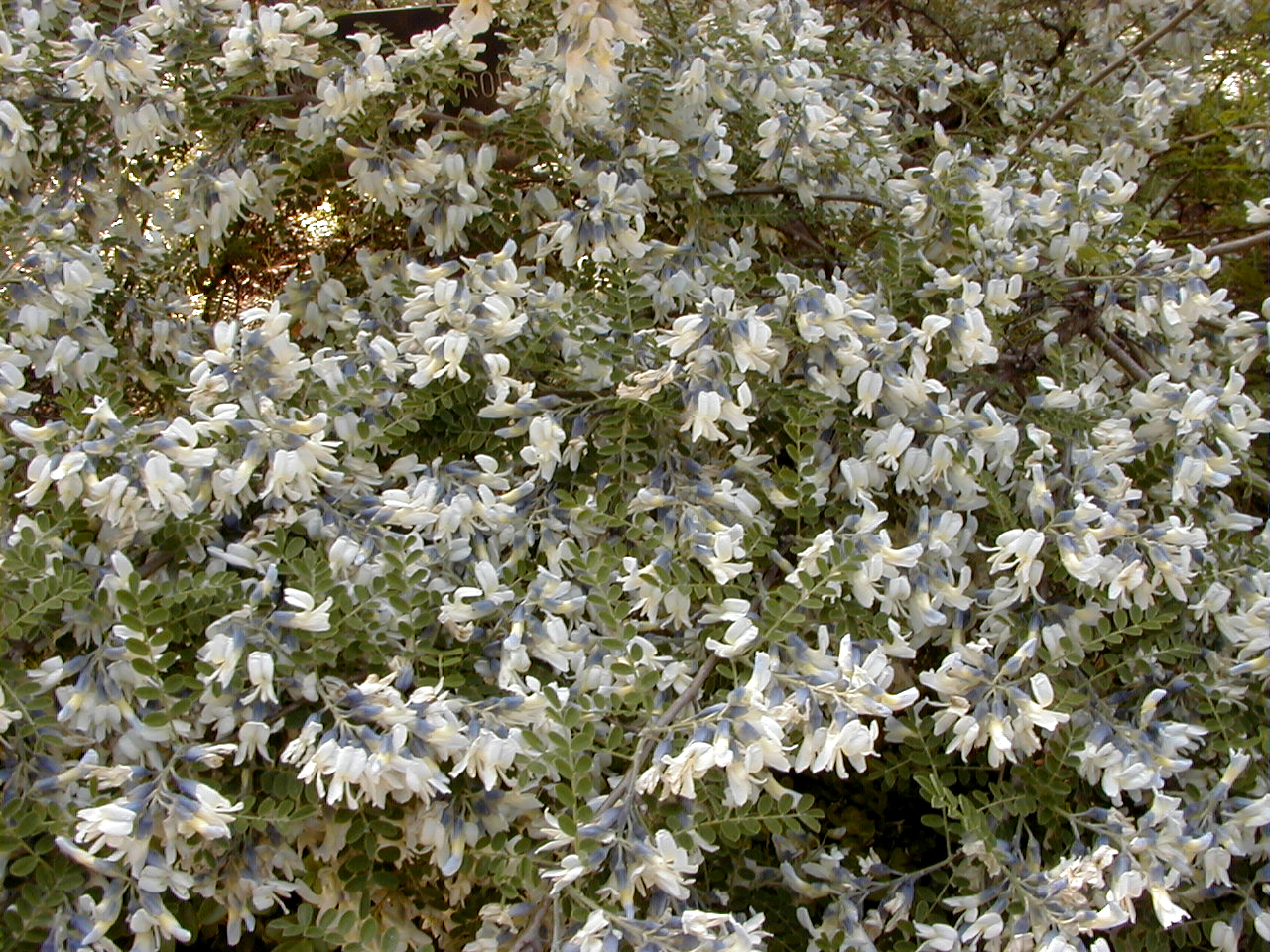
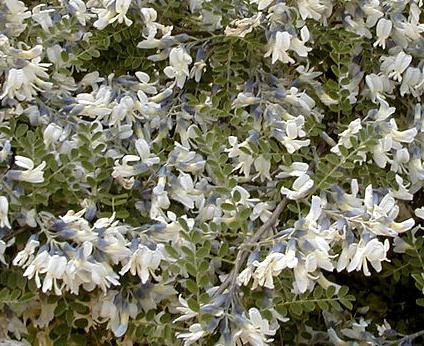
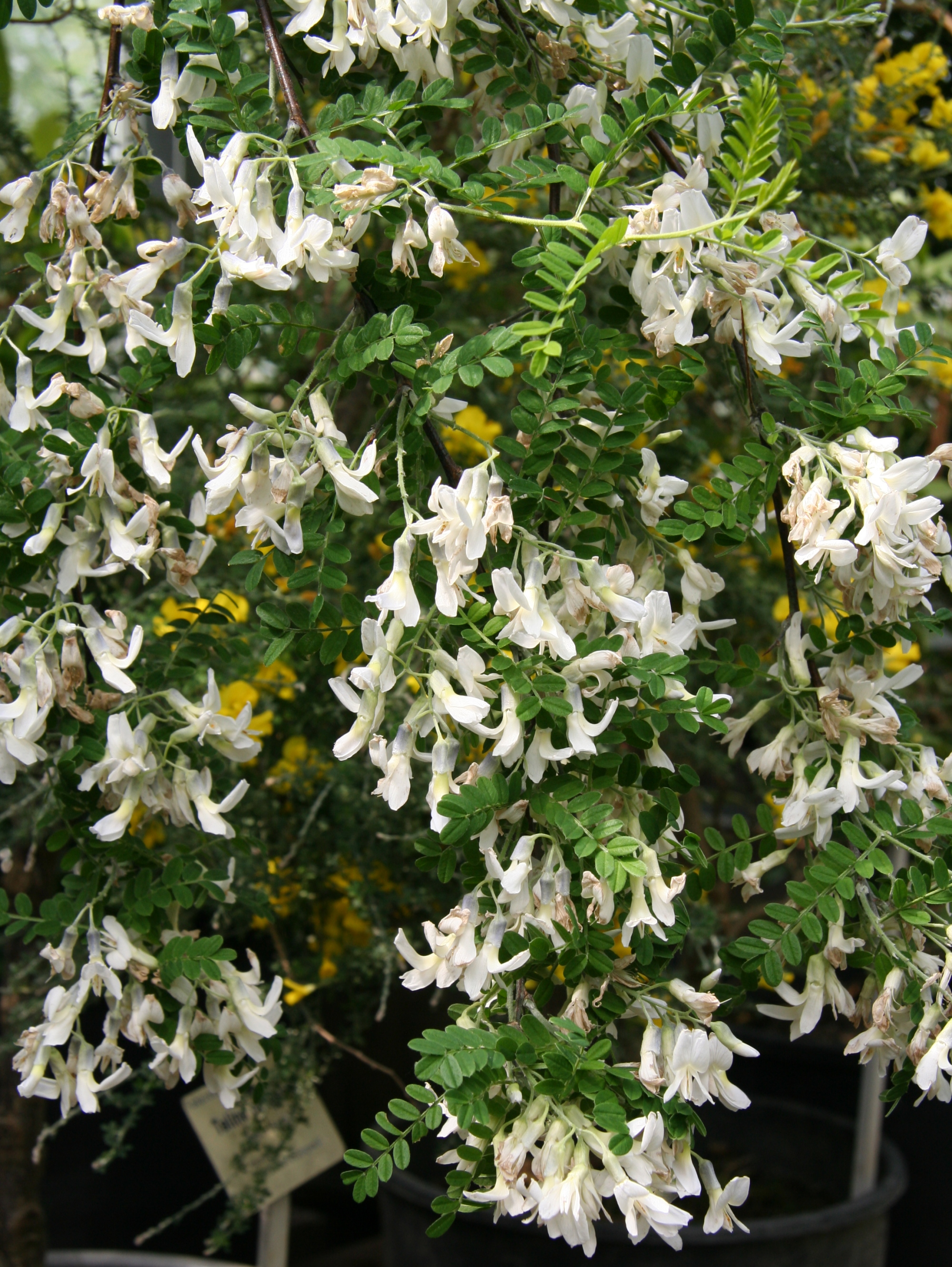
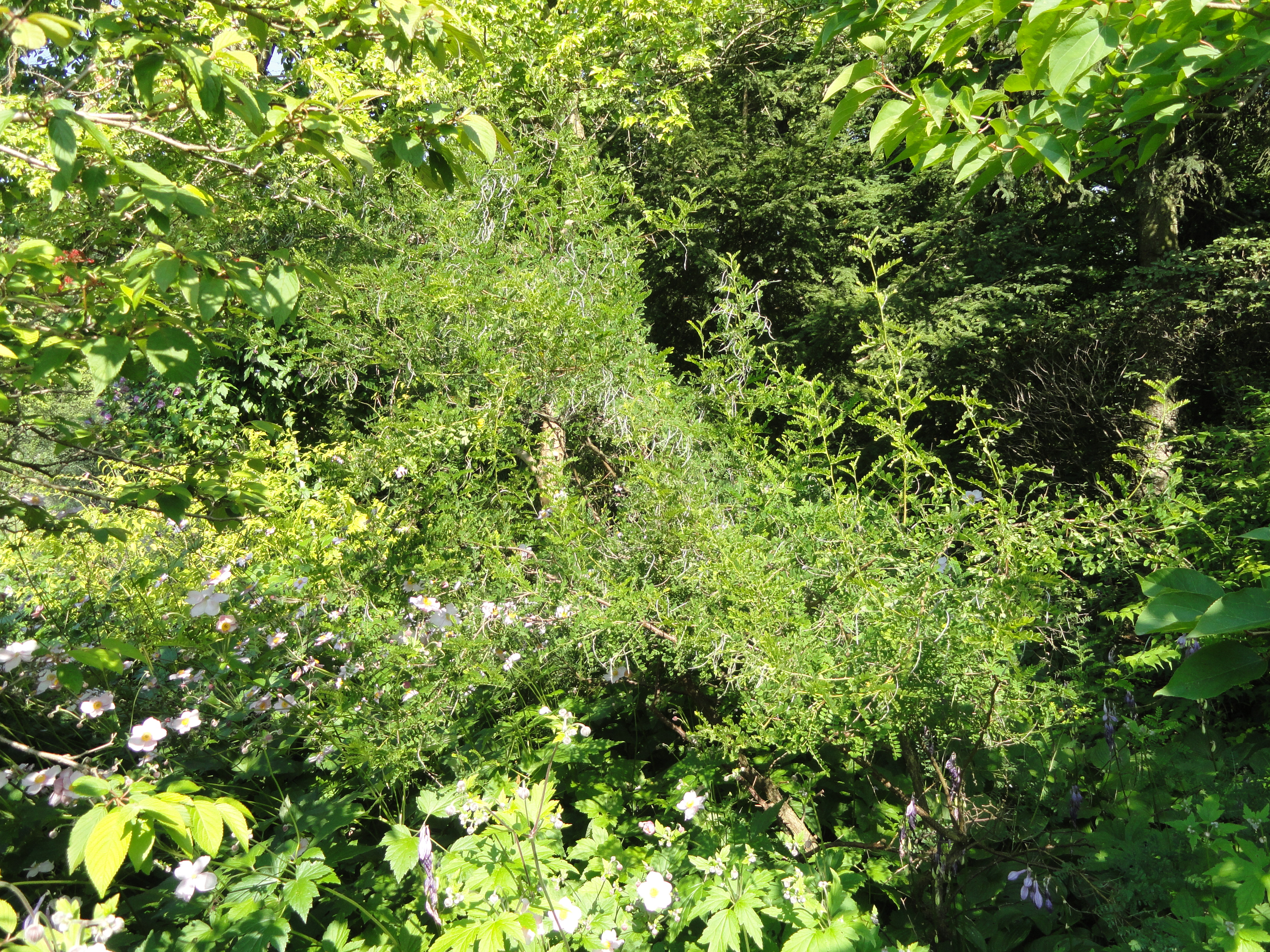
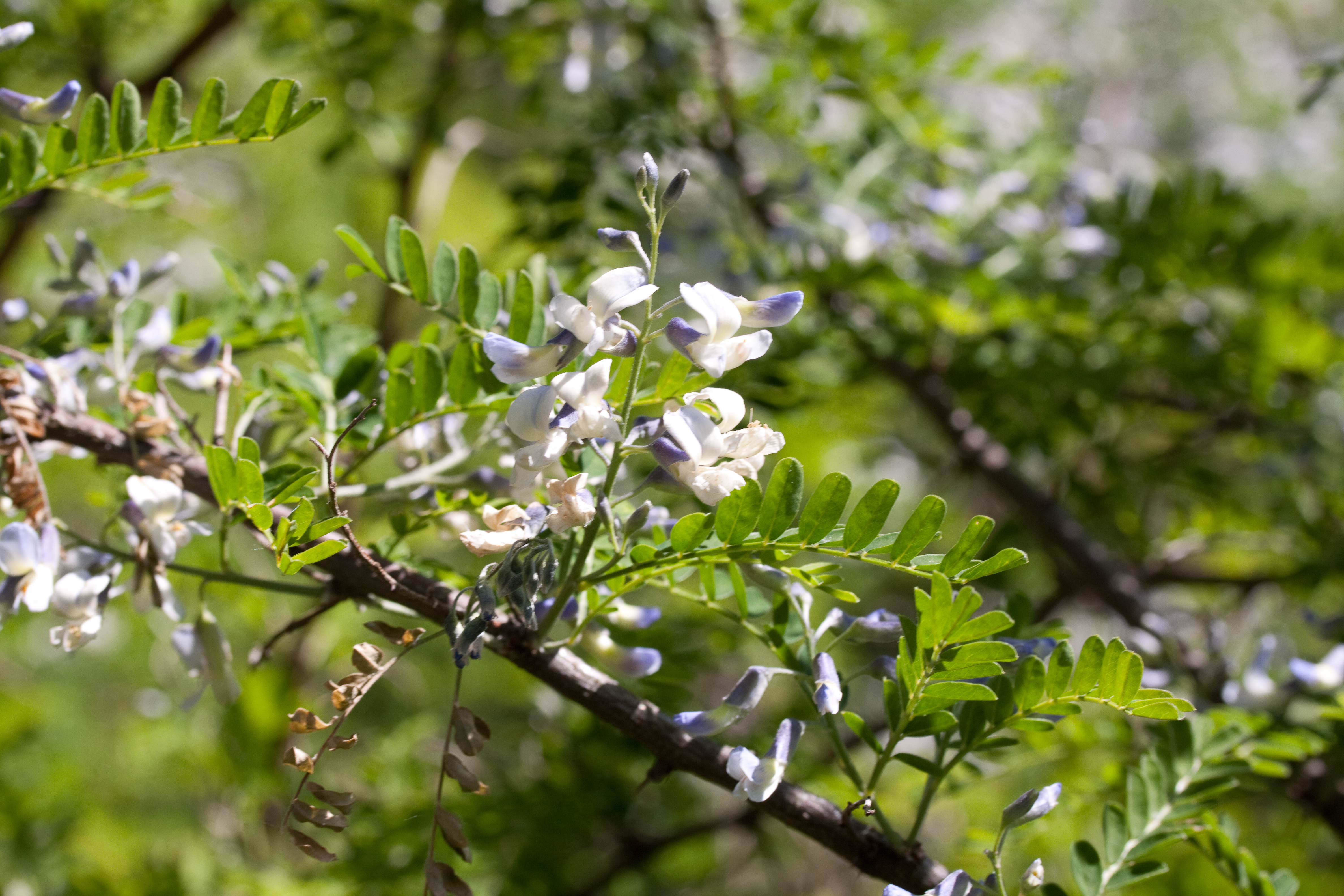
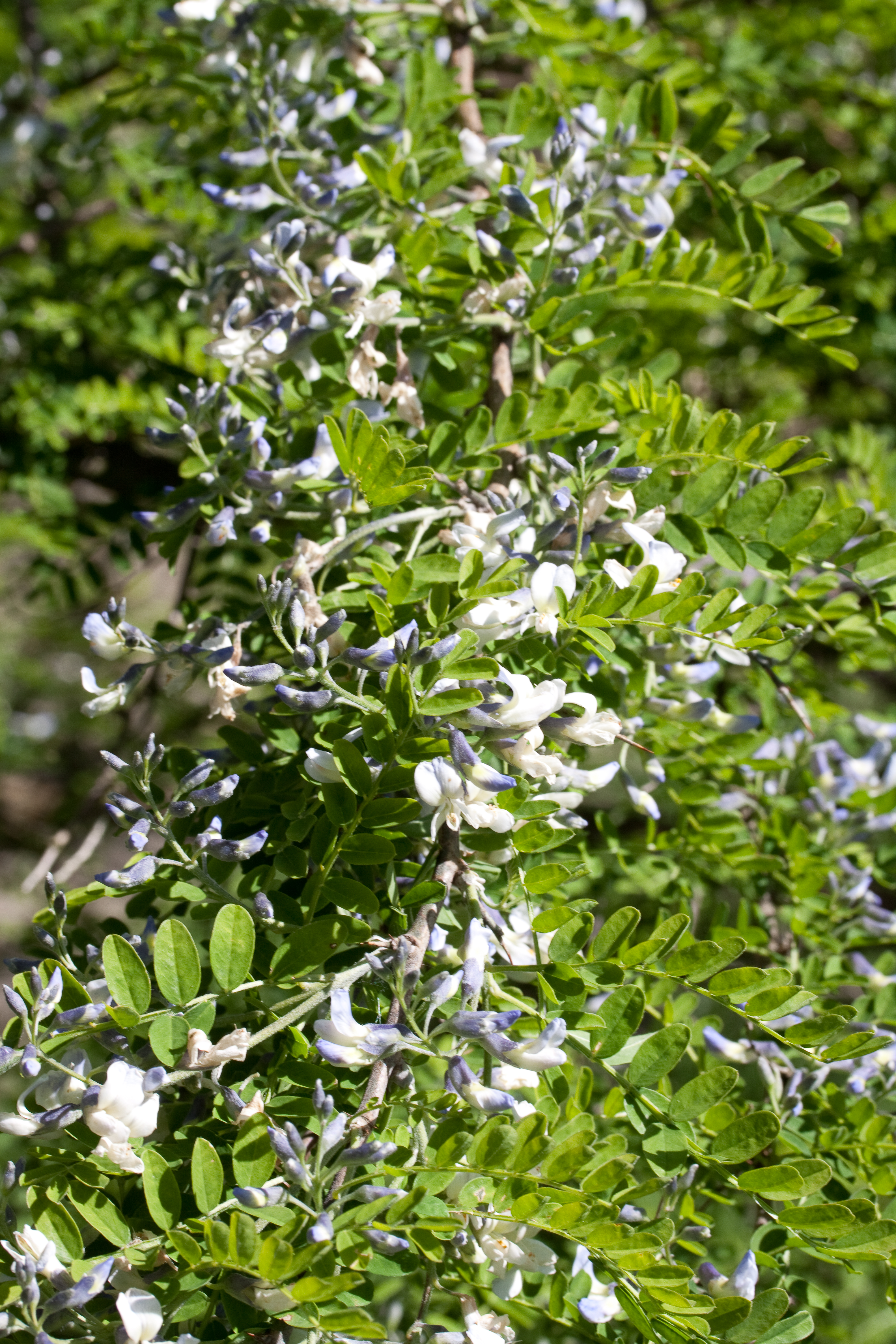